# 戎澄
戎澄，浙江鄞县（今属宁波市鄞州区）人，祖籍江蘇蘇州，清朝政治人物。

## 生平
出自鄞县天官第戎家，戎上德之孙。大清康熙二十四年（1685年）乙丑科，登进士第。授四川德阳知县。

## 著作
- 《德阳县志》